# Gazi (Creta)
Gazi (em grego: Γάζι; romaniz.: Gázi) é uma unidade municipal do centro-norte da ilha de Creta, Grécia. Faz parte da unidade regional de Heraclião e antes da reforma administrativa de 2011 era um município autonómo, que foi integrado no município de Malevizi, do qual Gazi é a capital. A unidade municipal tem 95,8 km² de área, a comuna de Gazi tem 28,2 km². Em 2001, a população era, respetivamente, 13 581 (densidade: 141,8 hab./km²) e 9 637 habitantes (densidade: 341,7 hab./km²).
A cidade de situa-se na margem direita do rio Galanos, está a cerca de 6 km a oeste do centro da capital cretense, Heraclião, próxima ao anexo da central elétrica que abastece aquela cidade, da qual um subúrbio e centro comercial para os habitantes de Heraclião. A sua praia, conhecida como Ammoudara, é muito frequentada por turistas. A pitoresca estância de praia e vila piscatórica de Agia Pelagia faz parte da unidade municipal, bem como a aldeia de Fodele, que poderá ter sido o local onde nasceu o célebre artista renascentista El Greco, cuja família era originária da área.